# 몰도바
몰도바 공화국(루마니아어: Republica Moldova 레푸블리카 몰도바[*]), 약칭 몰도바(루마니아어: Moldova 몰도바[*])는 루마니아와 우크라이나 사이에 자리한 동유럽의 내륙국이며, 공용어는 루마니아어(2013년까지는 몰도바어라고 부름), 수도는 키시너우, 민족은 몰도바인이 다수이다.

## 개요
중세에 몰도바 현재 영토의 거의 대부분은 몰다비아의 일부였다. 터키령이었던 그곳은 1812년에 러시아 제국에 의해 합병되었으며 베사라비아로서 알려지게 되었다. 1856년과 1878년 사이에 남쪽 지역이 몰다비아로 반환되었다. 1859년에 그곳은 현대의 루마니아를 구성하는 왈라키아와 통합되었다.
1917년에 러시아 제국이 멸망하면서 자치령이자 당시 독립 몰다비아 민주 공화국이 형성되었으며 1918년에 루마니아에 합류했다. 이때 트란스니스트리아는 러시아에 잔류한다. 1940년에 베사라비아가 소비에트 연방에 의해 점령당했으며 우크라이나 소비에트 사회주의 공화국과 몰도바 소비에트 사회주의 공화국으로 쪼개졌다.
제2차 세계 대전 동안 1941년과 1944년에 소유가 바뀐 후 1991년 소비에트 연방이 붕괴될 때까지 소비에트 연방의 공화국이었다. 소비에트 연방의 붕괴로 독립한 몰도바는 1992년 3월에 국제 연합으로부터 국가로 인정을 받았다. 1991년 12월 독립국가연합(CIS)의 회원국으로 가입하였다. 1992년부터는 트란스니스트리아가 몰도바로부터 독립을 주장하고 있다. 그 곳의 독립은 아직 널리 인정받지 않고 있으나, 사실상 독립한 상태로 이어져 오고 있다.
몰도바는 국가 원수로 대통령을, 정부 수반을 총리를 가진 의원내각제이다. 몰도바는 국제 연합, 유럽 평의회, WTO, OSCE, GUAM, CIS, BSEC와 다른 국제 기구들의 회원국가이다. 몰도바는 현재 유럽 연합에 가입하길 희망하며 유럽 근린 정책(ENP)의 구조 속에서 최초 3년 활동 계획을 이행한 상태이다. 고도 4,000m까지의 파상지(波狀地)로서, 토양은 비옥한 흑토이다. 주민은 몰도바·루마니아인이 64%, 우크라이나인이 14%, 러시아인이 13%이다. 기후는 온난하여 곡물(겨울밀, 옥수수), 포도와 과수(자두·앵두), 해바라기, 사탕무, 담배, 야채 재배와 식료품 공업이 성한 나라이다. 대략 인구의 1/4이 하루 2달러보다 적은 돈으로 산다.

## 어원
몰도바란 명칭은 몰도바강으로부터 유래 되었다. 이 강의 유역은 1359년 세워진 몰다비아 공국 때의 정치적 중심이었다. 하지만 여전히 몰도바 강의 어원은 완전히 명백하지가 않다. 드미트리 칸테미르와 그리고레 우레체에 따르면 전설에 드라고스 왕자가 이름을 지었다고 하는데 그는 오록스를 사냥하려고 쫓다가 그의 기진맥진한 개 Molda가 강에서 목을 축였다. 그래서 그 강을 개 이름으로 하였고 그 다음부터 공국이 확장되었다고 한다.

## 역사
신석기 시대 동안의 몰도바 지역은 우크라이나의 드네스트르강 동쪽을 넘어서 서쪽의 루마니아 카르파티아산맥을 넘어서까지 뻗친 광대한 쿠쿠테니 문화(Cucuteni)의 중심이었다. 거주자들은 대략 BC 5500년에서 2750년까지 문명을 일으켰다. 이들은 농업에 숙련되어 있었으며, 가축을 기르고, 사냥을 하고, 그리고 난해한 디자인의 토기를 만들었다. 이 사회의 다른 두드러진 특징은 약 15000명까지 거주 할 수 있는 거대한 취락 시설을 만들었다는 것이다.
고대의 몰도바 지역은 다키아인들이 거주하였다. AD 1~7 세기경 남부는 로마에 의해 간헐적으로 점령 되었고 그 이후에 동로마 제국이 점령 하였다. 현대의 몰도바 지역은 아시아와 유럽 사이의 하나의 주요한 전략적 통로로 고대 후기부터 초기 중세 시대까지 고트족, 훈족, 아바르족, 마자르족, 페체네그족, 쿠만족, 그리고 몽골족까지 여러 시대에 걸쳐 침략 당하였다.
타타르의 침략이 계속된 후 1359년 서쪽은 카르파티아산맥, 동쪽은 드네스트르강, 남쪽은 다뉴브부터 흑해까지의 몰도바 공국이 성립되었다. 이 지역은 현재의 몰도바 공화국 지역, 루마니아의 41개 주 중 동쪽 8개 주, 그리고 우크라이나 지역의 체르니우치주와 부자크를 포함하는 것이다. 이곳은 현재의 공화국과 비슷한 몰도바 지역으로 알려져 있다. 1538년 공국은 오스만 제국의 속국이 되었으나, 고유의 문화와 일부분 형식적인 자치를 보존하였다. 몰도바는 오스만 제국, 크림 타타르족, 그리고 러시아 제국의 반복된 침략으로 고통받았다.
1812년 부쿠레슈티 조약은 몰다비아인들의 무수한 반대에도 불구하고 오스만 제국은(몰다비아는 속국) 호틴, 구 베사라비아(현 부자크)와 같이 몰다비아 공국의 동쪽의 반을 러시아 제국에 양도하였다.
최초로 제정 러시아는 "몰다비아와 베사라비아 주"라는 이름을 사용하였고 광대한 범위의 자치권을 허용하였다. 하지만 후에(1828년) 자치권을 정지 시켰다. 그리고 베사라비아 현 또는 간단하게 베사라비아라고 불렀으며, 러시아화 과정을 시작하였다.
제정 러시아의 베사라비아 정책은 1860년대 루마니아 교육계와 종교계의 적대 이후 루마니아 요소의 어느 정도 민족적 동화가 목적이었다. 그리하여 극단적으로 낮은 문맹율이 나타났다(1897년 남자는 약 18%, 여자는 약 4%). 몰다비아의 서쪽 지역은(현대의 몰도바 지역이 아니다) 공국의 자치권이 남아 있어 1859년 왈라키아와 연합하여 루마니아 왕국을 형성하였다.
파리 조약은 베사라비아의 세 지역 - 카훌, 볼흐라드 그리고 이즈마일 - 이 몰다비아로 돌아 갔지만 베를린 조약으로 이지역은 러시아 제국에서 루마니아 왕국으로 돌아갔다. 19세기가 되어 러시아 당국은우크라이나인, 리포반인, 카자크, 불가리아인,독일인,, 가가우즈인들을 몰도바로 이주 시켜 식민지화하였고 유대인의 정착을 허용하였다. 결국 몰도바인의 인구 비율은 1816년 전체 86%에서 1905년 전체 52%로 감소하였다.
제1차 세계 대전 이후인 1918년 다시 루마니아의 영토가 되었다가(트란스니스트리아는 제외), 1940년에는 다시 소련의 영토가 되어 몰도바 소비에트 사회주의 공화국이 성립하였으며, 1991년에 소련으로부터 독립하였다.

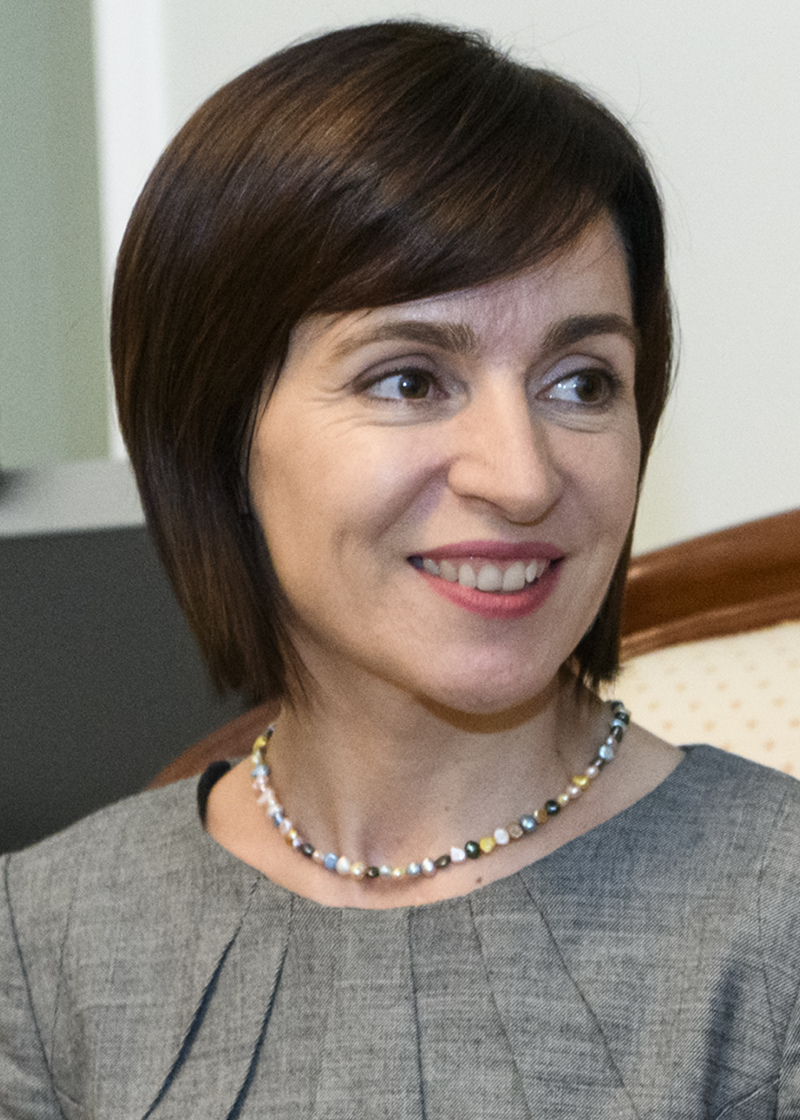
現 몰도바 대통령 마이아 산두

몰도바는 총선 이후에 공산당이 의석의 과반수 이상을 차지했다. 하지만 시위가 발생했고, 심지어는 의회에 난입하는 사건도 벌어지기도 했다. 폭력 사태에 대해 유럽 연합은 우려를 나타내었다. 2009년 4월 7일부터 공산당의 장기 집권 우려로 인해 시위가 발생하였다.

## 지리
몰도바의 영토는 드니스테르강과 프루트강 사이에 있다고 할 수 있다. 때문에 국토가 비옥하며 온화한 대륙성 기후여서 여름에는 따뜻하고 겨울도 그리 춥지 않다. 기후와 지리적 특질을 바탕으로 몰도바는 인근 유럽 지역에서 가장 농업 생산률이 높고 경쟁력 있는 농산물 수출국이기도 하다.
몰도바 서쪽 국경에 프루트강이 있으며 흑해로 흘러가기 전에 다뉴브강과 접한다. 북동부로가면 드네스테르 강이 주지류이며 남부에서 북부를 강이 가로지른다.
몰도바는 내륙국이지만 흑해와 상당히 가깝다. 북부 지방은 산이 많다고는 하지만 해발 고도는 430m미만이다. 몰도바의 수도는 중심에 있는 키시너우이며 티라스폴과 벤데르도 주요 도시이다.

## 사람과 언어

### 민족
2004년 인구조사에 따르면 루마니아인 (80%), , 우크라이나인(8.3), 러시아인(5.9), 가가우스인(4.4), 불가리아인(1.9), 포함한 기타/미분류 (1.5) 순이다. 그 외에도 독일인도 있다. 몰도바인과 루마니아인을 구분하여 조사했다. 그 둘을 합치면 대략 8할이 루마니아/몰도바계다. 단, 2004년 인구조사의 결과는 사실상 독립국가인 트란스니스트리아를 제외한 것이다. 우크라이나어를 사용하는 주민도 적지 않은 편이다.

### 언어
1994년 7월 29일 헌법(Constituţia) 13조(국어, 다른 언어의 기능에는) “1. 몰도바공화국에서 국어는 라틴문자를 사용하는 몰도바어다. 2. 몰도바 국가는 러시아어 및 국가 전역에서 말하는 다른 언어를 보존, 발전, 사용할 권리를 인정하고 보호한다. 3. 국가는 국제적으로 사용되는 외국어의 연구를 장려하고 진흥시킨다. 4. 몰도바공화국의 영토안에서 언어의 사용은 구성법이 확립한다.”라고 천명했다. 또한 35조[교육접근의 권리] 3항에 “모든 단계의 교육기관에서 국어의 학습을 책임진다.”고 했다. 여기서 국어(Limba de stat)는 영어로 표기하면 국민어(national language)가 아니라 국가의 언어(State language)에 해당한다. 이러한 규정에 대해 2013년 12월 5일 몰도바 헌법재판소는, 루마니아어와 유사한 몰도바어를 공용어로 쓰기로 한 점을 근거로 루마니아어를 공용어로 인정하기로 했다.
2004년 인구조사 결과 76.5%가 몰도바어(=루마니아어)를 모어로, 75.2%가 상용어라고 답했다. 몰도바어 외에 주목할 언어는 러시아어로 러시아인은 5.9%에 불과하지만, 11.3%가 모어로, 16.0%가 상용어라고 답했다. 헌법 13조 2항에서도 확인할 수 있듯이 러시아어의 지위는 독립후에도 떨어지지 않았고, 일부 법률(예를 들어 가가우지아 자치영토단위의 특별법지위에 관한 법률)은 러시아어로만 제정하기도 한다.
한편 몰도바는 프랑스어 사용국 기구(프랑코포니)의 정회원국으로, 2009-2010학년도를 기준으로 초등학교 및 중등학교에서 52%가 프랑스어를 선택하여 48%가 선택한 영어보다 약간 높았다. 이런 현상은 19세기부터 프랑스문화에 심취한 발칸권의 지식인들의 영향이 장기간 지속된 결과이자, 프랑스어와 루마니아어가 같은 로망스어계통이라는 언어적 유사성도 작용했다. 하지만 무엇보다 19세기부터 20세기 전반까지 발칸권에 대한 프랑스의 영향력 또한 지대했다는 것도 지적해야 한다. 그 외에도 가가우스어, 우크라이나어, 독일어, 불가리아어 등도 사용되고 있다.

### 종교
2004년 인구조사 결과 동방 정교회에 속하는 93.30%를 포함하여, 전체 기독교도는 96.31%다. 이외에 불가지론(1.00%), 기타 종교(0.77%), 무신론자(0.38%), 이슬람교도(0.05%) 순이었다.

## 행정 구역
몰도바의 행정 구역은 32개 구와 3개 지방 자치체(벌치, 벤데르(티기나), 키시너우), 1개 자치구(가가우지아), 1개 연방구(트란스니스트리아, 사실상 독립한 상태)로 나뉜다.

## 문화
루마니아와 유사하지만, 러시아의 지배를 받은 탓에 러시아풍 문화가 강하게 남아있다. 결론은 이 두 나라의 문화가 섞인것이다.